# Balise routière de signalisation d'obstacle en France
Pour les articles homonymes, voir J13.

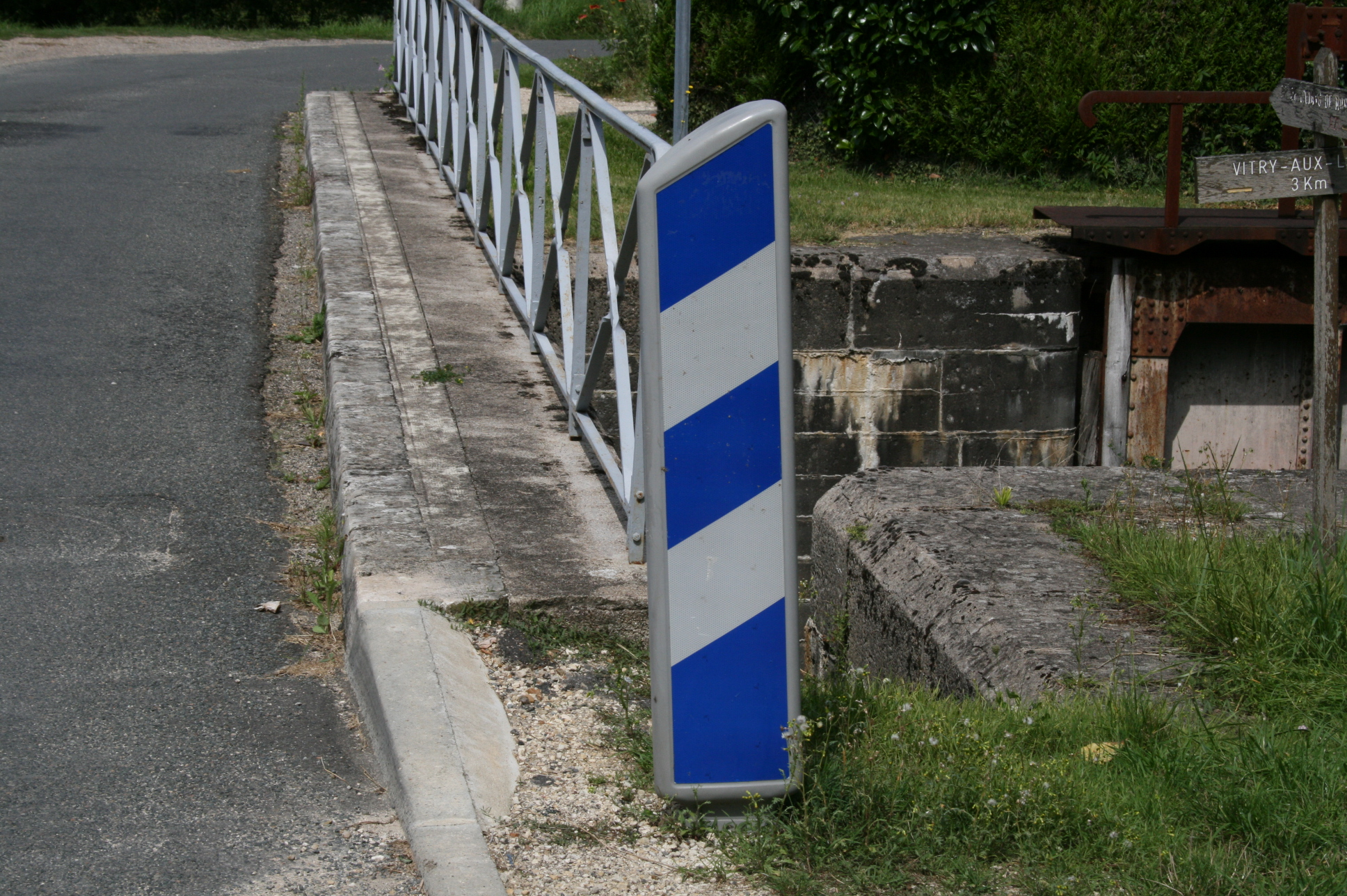
Balise J13 en tête de garde-corps de pont

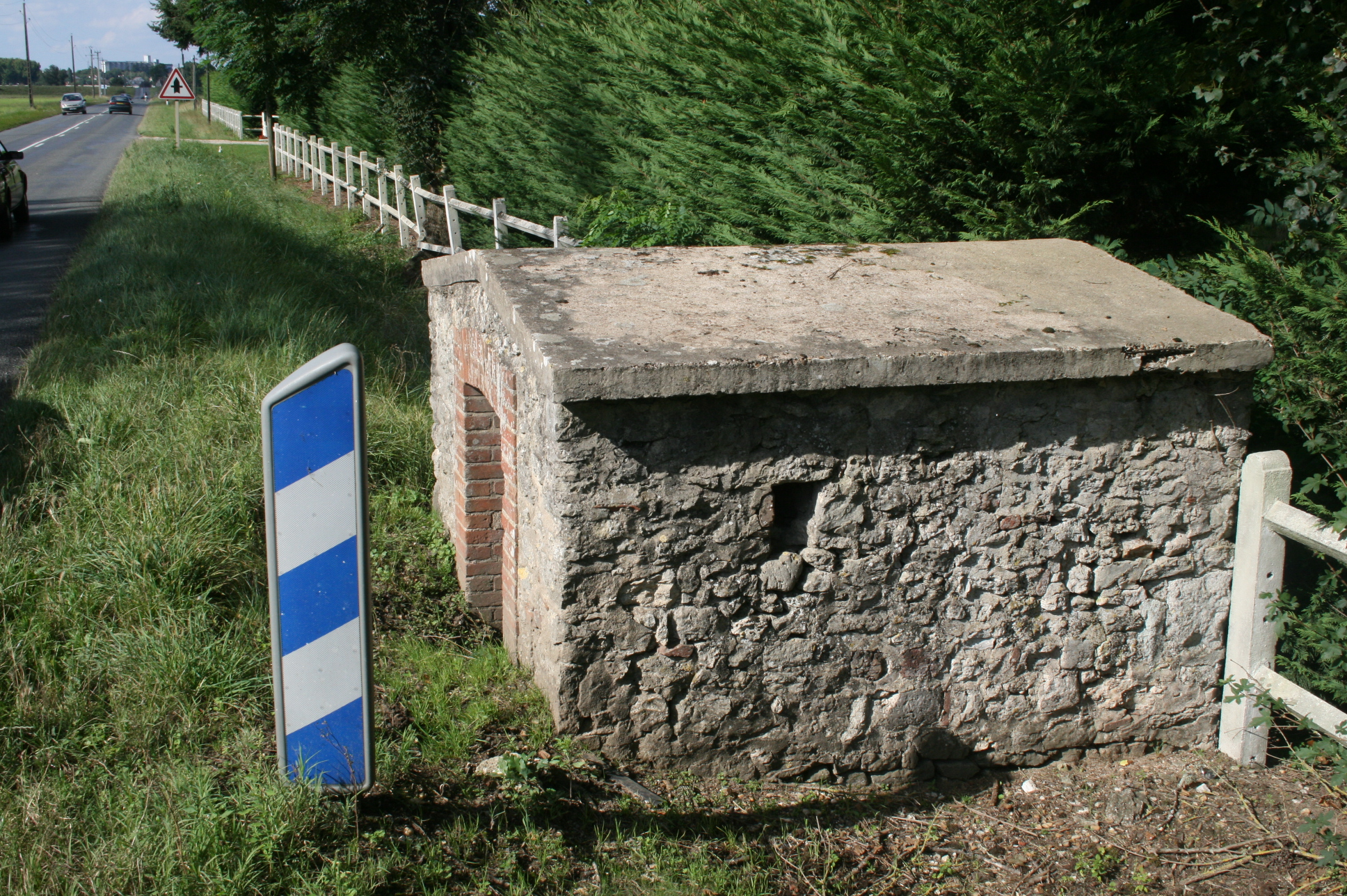
Balise J13 signalant un obstacle.
Dans ce cas-ci, l’obstacle que constitue l’abri cantonnier doit aussi être protégé.

La balise routière de signalisation d'obstacle est une balise routière, codée J13 en France, qui est utilisée pour signaler :
- sur des routes de largeur inférieure à 7 m, de petits ouvrages proche de la chaussée, à moins d'un mètre de la surface revêtue, et pouvant constituer des obstacles dangereux ;
- certaines installations liées au fonctionnement des passages à niveau et situées en bordure de chaussée et peuvent être une cause d'accidents. L'implantation de la balise J13 est toutefois exclue pour les passages à niveau situés dans une courbe afin d'éviter la confusion avec un balisage de virage.

## Descriptif
La balise J13 est de forme trapézoïdale ; sa hauteur hors sol est de 1200 mm et sa largeur de 250 mm.
Elle comporte, sur une ou deux faces, une alternance de bandes obliques bleues et blanches à 30° dont la pente est dirigée vers la chaussée. Ces bandes sont constituées d'un revêtement rétroréfléchissant de classe 2 ; leur largeur et leur hauteur sont de 200 mm. La bande bleue inférieure est de forme trapézoïdale.

## Usage pour les ouvrages
La signalisation par balise J13 est mise en place pour chaque obstacle, qu'il s'agisse d'un seul obstacle ou de deux obstacles situés de part et d'autre de la chaussée. Elle doit être perceptible dans les deux sens de circulation. 
Elle peut être réalisée de la manière suivante :
- pour les obstacles de longueur égale ou supérieure à 3 m, une balise J13 est implantée de chaque côté de l'obstacle. Dans ce cas, les deux balises ne comportent des bandes que sur la face visible dans le sens de circulation ;
- pour les obstacles de longueur inférieure à 3 m, une seule balise J13 comportant des bandes sur les deux faces est implantée avant la première extrémité rencontrée de l'obstacle. Si l'obstacle masque la perception de la balise pour l'un des sens de circulation, deux balises sont implantées comme dans le cas précédent.

La balise J13 est implantée à environ 0,5 m avant ou après l'ouvrage et à son aplomb gauche dans le sens de circulation.

## Usage pour les passages à niveau
L'implantation de quatre balises est recommandée, sauf lorsque l'emprise ferrée est très réduite, par exemple dans le cas des lignes à voie unique.